# Kamienny Potok (Sopot)

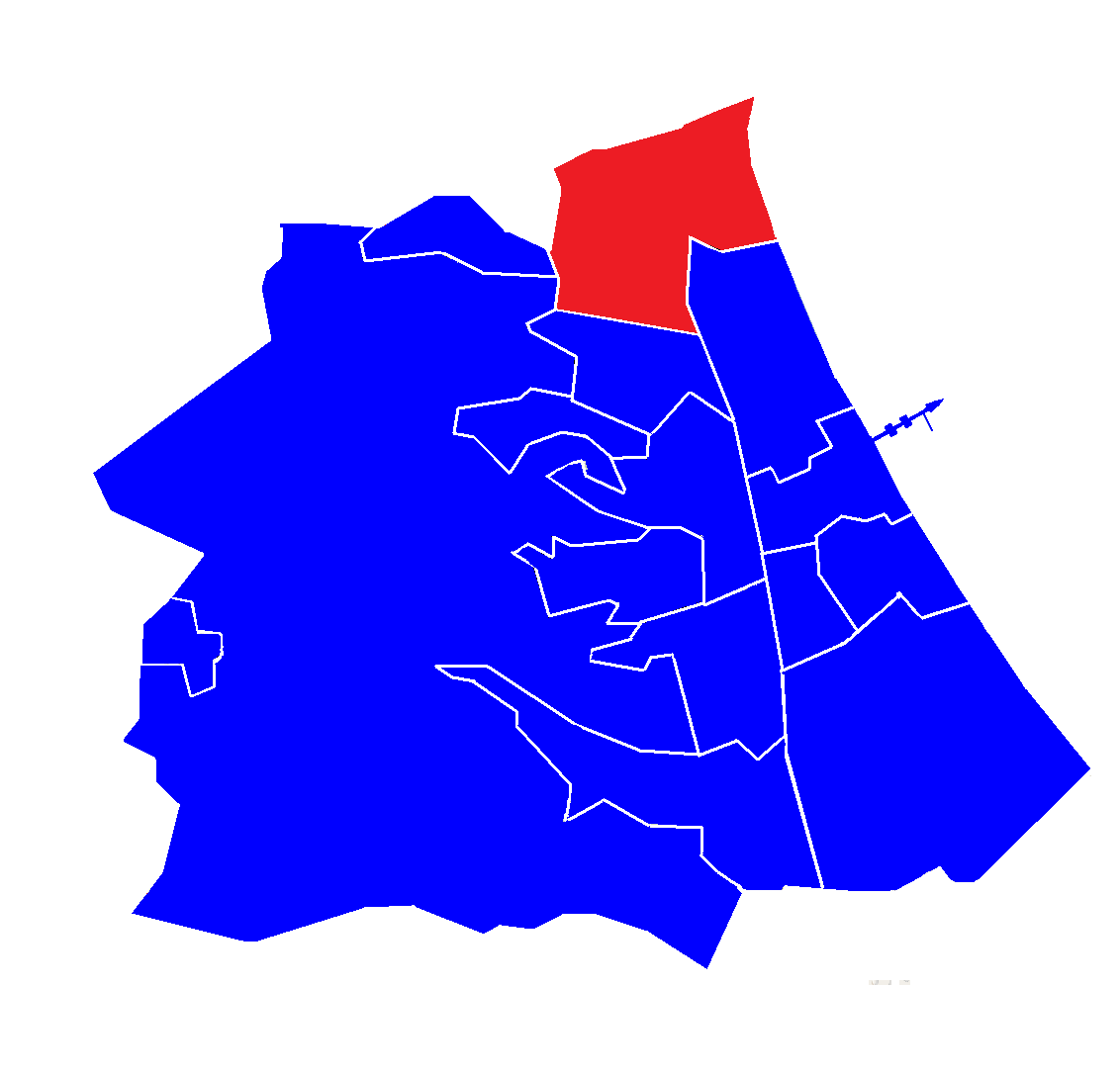
Kamienny Potok na mapie Sopotu

Kamienny Potok (kaszb. Szténflét, niem. Steinfließ) – północno-zachodnia dzielnica Sopotu, granicząca od zachodu z Brodwinem, od północy z Kolibkami (na obszarze gdyńskiej dzielnicy Orłowo), od wschodu z Zatoką Gdańską i od południa z Dolnym Sopotem i Przylesiem.
Nazwa dzielnicy pochodzi od przepływającego tędy małego potoku. Dzielnica jest skomunikowana poprzez przystanek trójmiejskiej SKM (Sopot Kamienny Potok) z innymi miejscowościami aglomeracji trójmiejskiej, jak również gdyńską siecią trolejbusową ze Śródmieściem Gdyni, Karwinami i Świemirowem.
Nazwy ulic dzielnicy nawiązują do regionów Polski. Zachodnia część dzielnicy pełni funkcje mieszkaniowe, zaś wschodnia (z hotelami, pensjonatami, kempingiem i aquaparkiem) turystyczno-rekreacyjne. Przez dzielnicę przebiega Aleja Niepodległości.
Północna granica administracyjna z Gdynią jest równocześnie historyczną granicą Wolnego Miasta Gdańska z II Rzeczpospolitą.

## Historia
Od połowy XVII w. do początku XX w. na Kamiennym Potoku na końcu dzisiejszej ulicy Młyńskiej (Alter Muehlenweg) istniał młyn papierniczy. Najstarszy przekaz o istnieniu młyna i stawu pochodzi z 1650 r. Do dziś po młynie pozostał dom młynarza, kamień młyński i staw.
Pod koniec XIX w. w dolinie Kamiennego Potoku założono osiedle o tej samej nazwie. W 1919 r. została wytyczona dzisiejsza ulica Małopolska (Heimstrasse). Jednym z najstarszych budynków jest Willa Helena, czteropiętrowy budynek, wybudowany ok. 1906 r. w okolicy skrzyżowania ulic Małopolskiej i Wejherowskiej (Grenzfliessestrasse/ Neustadterstrasse). Przy wjeździe do dzielnicy od strony Sopotu wybudowano w latach 90. XIX w. karczmę, zwane od nazwisk właścicieli: karczmą Hermana Doekersa i restauracją Hermana Wulffa. Obok znajdowała się także stacja telefoniczna, punkt sprzedaży Gazety Sopockiej, stajnia i zakład przewozowy, skład kolonialny i zakład ślusarski. Budynek karczmy zburzono w 1974 roku.
W 1891 r. Albert i Selma Brauer założyli we wschodniej części Kamiennego Potoku restaurację zwaną Restauracją Piwowara lub Wzgórze Państwa Brauer (od nazwiska właścicieli: Brauershohe lub: Brauers Hohe). W tym samym czasie od strony Dolnego Sopotu wyznaczono dwie ulice prowadzące do zabudowań: dzisiejszą ulicę Sępią (Stolzenfelsallee) oraz ulicę Zamkowa Góra (Am Menzelweg). Według ksiąg adresowych często zmieniała właścicieli. Po wojnie odbudowano ją jako Restaurację Bungalow. Budynek rozebrano podczas budowy aquaparku w 2002 roku.
W 1908 r. wzniesiono Szkołę Elementarną (dzisiejsze oddziały Zespołu Szkół Technicznych). Pierwszym kierownikiem szkoły był Franz Splett, ojciec Carla Spletta, późniejszego biskupa gdańskiego. Pod koniec lat 30. XX w. powstały nowe domy szeregowe, w tym w latach 1938-39 robotnicze osiedle mieszkaniowe. Główną ulicę, dzisiejszą Obodrzyców (Brodwinstrasse), oraz boczne: Junaków (Kameradschaftweg) i Łużycką (Heimstrasse) wytyczono w tych samych latach. Inwestorem osiedla było Narodowosocjalistyczne Towarzystwo Opiekuńcze (NS-Siedlungsverein Zoppot). Całe osiedle budowano stylizując budynki na XVII-wieczne budownictwo terenów Żuław Wiślanych.
W północnej części dzielnicy w latach 30. rozpoczęto zabudowę o charakterze willowym. Przy ulicach Kujawskiej (Brandstrasse/ Horst Hoffman Weg), Łowickiej (Herbert Norkus Weg) i Mazowieckiej wybudowano łącznie do 1942 roku czterdzieści pięć budynków jednorodzinnych. W latach 80. w tej samej części wzniesiono spółdzielcze osiedle mieszkaniowe, złożone z bloków o różnej wysokości.
W 1950 r., jeszcze przed wybudowaniem linii Szybkiej Kolei Miejskiej, oddano do użytku przystanek osobowy Sopot Kamienny Potok. Przystanek wyremontowano w latach 2003-2004, likwidując kładkę i budując nowe przejście podziemne.
Budowa w latach 70. XX w. nowych osiedli mieszkaniowych w Kamiennym Potoku i Brodwinie spowodowała budowę nowego ośrodka duszpasterskiego, będącego częścią parafii Najświętszego Serca Pana Jezusa. W latach 1980–81 wybudowano kaplicę pw. św. Maksymiliana Kolbego. W 1981 r. erygowano nową parafię pod wezwaniem Zesłania Ducha Świętego. W 1987 r. parafię przejęli księża ze Zgromadzenia Księży Misjonarzy. W 1993 r. uzyskano pozwolenie na budowę kościoła, która trwała w latach 1993-2004.

## Edukacja
Na terenie dzielnicy znajdują się następujące placówki edukacyjne:
- Przedszkole nr 4 "Nad Potokiem" - ul. Obodrzyców 20[21];
- Sopocka Szkoła Montessori - ul. Tatrzańska 19[22];
- Niepubliczna Szkoła Podstawowa Montessori "Latawiec" - ul. Obodrzyców 3[23];
- Zespół Szkół Technicznych - ul. Wejherowska 1[24].